# Gene L. Coon
Gene L. Coon, all'anagrafe Eugene Lee Coon, noto anche con lo pseudonimo di Lee Cronin e Dick Kidson (Beatrice, 7 gennaio 1924 – Los Angeles, 8 luglio 1973), è stato uno sceneggiatore e produttore televisivo statunitense.
Celebre come showrunner delle prime due stagioni della serie classica di Star Trek, ideata da Gene Roddenberry, cui ha conferito toni idealistici e vari elementi caratteristici del franchise, Coon era conosciuto come uno degli scrittori più veloci di Hollywood e non era inusuale per lui riscrivere sceneggiature di ripresa durante la notte o nei fine settimana. Aveva un pungente senso dell'umorismo, riflesso dai suoi due racconti.

## Biografia

### Primi anni
Eugene Lee Coon nasce a Beatrice, in Nebraska, il 7 gennaio 1924 dal sergente dell'esercito Merle Jack "Pug" Coon e dalla decoratrice Erma Gay Noakes. Eugene è il più grande figlio della coppia che ha anche altri due figli, Merle Jack Coon Jr. e Bloise Newell Coon, mentre un altro fratello morirà all'età di dieci anni mentre la famiglia si trova a Beatrice. All'età di quattro anni Eugene dimostra di avere talento cantando alla radio WOAW-AM di Omaha, con ventiquattro canzoni in repertorio, compresa una in francese e una in tedesco. Durante la sua infanzia è membro dell'organizzazione giovanile 4-H della Contea di Gage e dei Boy Scouts of America. In seguito frequenta la Omaha Technical High School entrando nella Junior Reserve Officers' Training Corps e suonando al contempo nella banda della scuola. Durante questo periodo svolge anche l'attività di giornalista per il notiziario per l'emittente radiofonica KWBE di Beatrice. Successivamente il padre trova impiego nel campo dell'allevamento di pollame a Glendale, in California, e così la famiglia vi si trasferisce ed Eugene si trasferisce alla Glendale High School.
Durante la Seconda Guerra Mondiale, dal 1942 al 1946, Coon presta servizio nella Marina degli Stati Uniti, rimanendovi dopo la guerra quale riservista mentre studia comunicazione radio al Glendale Community College, dove prende parte a una messa in scena della rappresentazione teatrale Night of January 16th. Dopo aver seguito altri corsi all'Università dell'Iowa, ritorna al servizio attivo nell'esercito nel 1950 durante la Guerra di Corea. Qui riceve una formazione aggiuntiva come reporter di guerra, oltre alla gestione di farmacie e alla costruzione di case. Coon scriverà di queste esperienze nei racconti Meanwhile Back At The Front e The Short End of the Stick.
Dopo essere stato congedato dall'esercito nel 1952, Coon trova lavoro come giornalista radiofonico prima di iniziare a scrivere come giornalista freelance per il Los Angeles Times, sotto l'ala del reporter Gene Sherman. Dal 1954 al 1959 lavora come farmacista all'incrocio tra il Beverly Boulevard e la North Ardmore Avenue. In questo periodo Sherman publicizza il lavoro di Coon in seconda pagina del giornale per cui lavora. Sherman permette inoltre a Coon di scrivere nelle colonne del giornale The Farmer's Market per la rubrica Meanwhile Back at the Front con lo pseudonimo di Dick Kidson.
All'inizio del 1956, Coon viene coinvolto per la prima volta nella scrittura di sceneggiature per popolari serie televisive western e d'azione, tra cui Dragnet (1951), Carovane verso il West (1957), Maverick (1957) e Bonanza (1959). Lavorando alla Universal, trasforma Un equipaggio tutto matto (1962) da un telefilm drammatico di un'ora a una sitcom di 30 minuti. Assieme allo scrittore Les Colodny, Coon suggerisce al presidente della MCA Lew Wasserman l'idea per la serie The Munsters (1964) come una versione satirica di The Donna Reed Show (1958), con il risultato di ottenere un altro spettacolo di successo, il cui format viene scritto da Allan Burns e Christ Hayward e i cui personaggi e situazioni vengono sviluppati da Norm Liebman e Ed Haas, sotto il controllo creativo di Joe Connelly e Bob Mosher, e la cui produzione è affidata a Revue TV e Kayro-Vue Productions, marchi di proprietà della Universal, proprietaria anche della MCA.

### Star Trek
Le sue sceneggiature per Carovane verso il West contengono molte lezioni morali riguardo alla personale redenzione e contro la guerra, temi che ha ripreso più tardi nelle sue sceneggiature per Star Trek. Gene L. Coon si unisce alla serie classica di Star Trek durante la prima stagione. David Gerrold lo accredita come abile showrunner della serie fino a metà della seconda stagione. Coon è responsabile anche della riscrittura di molte sceneggiature di Star Trek.
Tra le invenzioni di Star Trek accreditate a Coon vi sono: la specie dei Klingon e il trattato di pace con gli Organiani (episodio Missione di pace); il personaggio di Khan Noonien Singh (episodio Spazio profondo, in cui adatta una storia di Carey Wilber); Zefram Cochrane (episodio Guarigione da forza cosmica); l'invenzione e la definizione della Prima direttiva (episodi Il ritorno degli Arconti e Nell'arena con i gladiatori); il nome ufficiale della Federazione dei Pianeti Uniti (episodio Arena, in cui involontariamente copia una storia di Frederic Brown); il nome ufficiale del Comando della Flotta Stellare (episodio Corte marziale). Finché ha avuto la responsabilità di revisionare le sceneggiature, Coon ha lavorato senza venire accreditato in molti altri episodi. Ha fatto inoltre da mentore al giovane Gerrold, aiutandolo a perfezionare la sceneggiatura del celebre episodio Animaletti pericolosi. Tra gli altri episodi di Star Trek che ha scritto vi sono: Il mostro dell'oscurità e Una guerra incredibile. Viene inoltre accreditato come sviluppatore di molti dei personaggi di Star Trek, molto dello humor della serie e dei "bisticci" tra Spock e McCoy.
Dopo una discussione con Roddenberry in merito al tono da dare all'episodio Nell'arena con i gladiatori, in parte una satira sul medium della televisione, Coon lascia lo staff designando John Meredyth Lucas quale showrunner della serie. Dopo aver annunciato a Lucas che stava abbandonando la produzione, Lucas, già autore degli episodi La sfida e Gli schemi della forza, afferma che Coon gli avrebbe detto: "Perché diavolo non subentri tu? Hai prodotto Il fuggiasco e Ben Casey e quella merda." Lucas sospetta che a Coon fosse stato segretamente diagnosticato il cancro, ma non ha mai avuto la certezza che fosse così.
In seguito Coon contribuirà a molte sceneggiature della terza stagione della serie utilizzando lo pseudonimo di Lee Cronin, poiché come sceneggiatore era sotto contratto con la Universal.

### DopoStar Trek
Successivamente al periodo in cui ha lavorato a Star Trek, Coon produce la serie della Universal Operazione ladro, che ha come protagonista Robert Wagner e durante la quale fa da mentore a Glen A. Larson. Scrive inoltre sceneggiature per Kung Fu e Le strade di San Francisco. Nel 1973 collabora con Gene Robbenberry al film televisivo per NBC The Questor Tapes, scrivendone la sceneggiatura assieme a questi. Il film sarebbe dovuto servire come pilota per una nuova serie, ma Robbenberry si oppone alla decisione della NBC di eliminare il personaggio di Jerry Robinson, amico e mentore di Questor. Coon morirà prima che il pilota venga messo in onda all'inizio del 1974.
Anche se Coon rifiuta l'opportunità di lavorare alla serie animata Star Trek, continua a lavorare assieme a Roddenberry, scrivendo assieme Genesis II e la proposta per il film Spectre. Fonda inoltre la UniTel Associates, una delle prime compagnie di produzione per il mercato dell'home video.

### Morte
Accanito fumatore di cigarillos per la maggior parte della sua vita, l'uomo che l'amico sceneggiatore e produttore Glen A. Larson definisce "lo spirito e l'anima di Star Trek", muore nel luglio del 1973 a causa di un cancro ai polmoni e alla gola all'età di 49 anni solo una settimana dopo la diagnosi. Una possibile causa del cancro potrebbero essere state le radiazioni del Nevada Test Site, che ha visitato nel 1950 con il suo mentore Gene Sherman e la sua prima moglie Joy.

## Vita privata
Dopo anni di separazione, Coon ritrova il suo primo amore, la modella Jackie Mitchell. Nel 1967 divorzia così dalla moglie Joy, in modo da potersi unire a Jackie, con cui passerà i rimanenti cinque anni della sua vita.

## Filmografia

### Produttore
- Destry - serie TV, 6 episodi (1964)
- Il virginiano (The Virginian) - serie TV, episodio 3x29 (1965)
- Selvaggio west (The Wild Wild West) - serie TV, 6 episodi (1966)
- Star Trek - serie TV, 33 episodi (1966-1968)
- Operazione ladro (It Takes a Thief) - serie TV, 17 episodi (1968-1969)
- Reporter alla ribalta (The Name of the Game) - serie TV, episodio 2x06 (1969)

### Sceneggiatore

#### Cinema
- The Girl in the Kremlin, regia di Russell Birdwell (1957)
- La tragedia del Rio Grande (Man in the Shadow), regia di Jack Arnold (1957)
- La pallottola senza nome (No Name on the Bullet), regia di Jack Arnold (1959)
- I temerari del West (The Raiders), regia di Herschel Daugherty (1963)
- Contratto per uccidere (The Killers), regia di Don Siegel (1964)
- Non c'è posto per i vigliacchi (First to Fight), regia di Christian Nyby (1967)
- 7 volontari dal Texas (Journey to Shiloh), regia di William Hale (1968)
- The Questor Tapes, regia di Richard A. Colla (1974)

#### Televisione
- Medic - serie TV, 5 episodi (1956)
- The Restless Gun - serie TV, episodio 1x07 (1957)
- Suspicion - serie TV, episodio 1x09 (1957)
- Schlitz Playhouse of Stars - serie TV, episodi 7x02, 7x17 (1957-1958)
- Rescue 8 - serie TV, episodio 1x01 (1958)
- Cimarron City - serie TV, episodio 1x01 (1958)
- Zorro - serie TV, episodi 2x02, 2x05 (1958)
- Carovane verso il West (Wagon Train) - serie TV, 23 episodi (1958-1963)
- Maverick - serie TV, episodio 2x21 (1959)
- Have Gun - Will Travel - serie TV, episodio 2x36 (1959)
- Dragnet - serie TV, episodio 8x35 (1959)
- The Four Just Men - serie TV, episodio 1x01 (1959)
- Lock-Up - serie TV, episodio 1x01 (1959)
- Avventure lungo il fiume (Riverboat) - serie TV, episodio 1x03 (1959)
- General Electric Theater - serie TV, episodio 8x05 (1959)
- Bonanza - serie TV, 4 episodi (1959-1961)
- The Rebel - serie TV, episodio 1x20 (1960)
- Mr. Lucky - serie TV, 6 episodi (1960)
- Peter Gunn - serie TV, episodio 2x34 (1960)
- Dan Raven - serie TV, episodi 1x03, 1x10 (1960)
- Acapulco - serie TV, episodi 1x03, 1x05 (1961)
- Whispering Smith - serie TV, episodio 1x20 (1961)
- Ichabod and Me - serie TV, episodio 1x06 (1961)
- Follow the Sun - serie TV, episodio 1x20 (1962)
- Gli uomini della prateria (Rawhide) - serie TV, episodio 5x07 (1962)
- Un equipaggio tutto matto (McHale's Navy) - serie TV, episodi 1x01, 1x07 (1962)
- Fred Astaire (Alcoa Premiere) - serie TV, episodio 2x19 (1963)
- Destry - serie TV, episodio 1x02, 1x04, 1x07 (1964)
- Polvere di stelle (Bob Hope Presents the Chrysler Theatre) - serie TV, episodio 2x17 (1965)
- Il mio amico marziano (My Favorite Martian) - serie TV, episodio 3x09 (1965)
- Laredo - serie TV, 6 episodi (1965-1967)
- Il virginiano (The Virginian) - serie TV, episodio 3x29, 9x21 (1965-1971)
- F.B.I. - serie TV, episodio 1x23 (1966)
- Combat! - serie TV, episodi 4x23, 4x25, 4x26 (1966)
- Selvaggio west (The Wild Wild West) - serie TV, episodio 1x25 (1966)
- Star Trek - serie TV, 13 episodi (1967-1969)
- Off to See the Wizard - serie TV, episodi 1x19, 1x20 (1968)
- Operazione ladro (It Takes a Thief) - serie TV, 6 episodi (1968-1969)
- Reporter alla ribalta (The Name of the Game) - serie TV, episodio 2x06 (1969)
- Dove vai Bronson? (Then Came Bronson) - serie TV, episodio 1x07 (1969)
- Paris 7000 - serie TV, episodio 1x01 (1970)
- L'immortale (The Immortal) - serie TV, episodio 1x07 (1970)
- Mod Squad, i ragazzi di Greer (The Mod Squad) - serie TV, episodi 3x13, 3x18 (1970-1971)
- Bearcats! - serie TV, episodio 1x04 (1971)
- Un vero sceriffo (Nichols) - serie TV, episodio 1x09 (1971)
- Sesto senso (The Sixth Sense) - serie TV, episodio 1x06 (1972)
- Assignment: Vienna - serie TV, episodi 1x07, 1x08 (1973)
- Kung Fu - serie TV, episodio 1x11 (1973)
- Hawkins - serie TV, episodio 1x02 (1973)
- The Questor Tapes, regia di Richard A. Colla - film TV (1974)
- Le strade di San Francisco (The Streets of San Francisco) - serie TV, episodio 2x23 (1974)
- Star Trek: Progeny - serie TV, episodio 1x01 (2016)

## Libri
- (EN) Meanwhile Back at the Front, New York, Crown, 1961.
- (EN) The Short End of the Stick, 1964.

## Omaggi
- La sceneggiatrice D.C. Fontana ha dedicato a Gene L. Coon la sua novellizzazione The Questor Tapes.
- William Shatner gli ha dedicato il capitolo The Unsung Hero del suo libro del 1993 Star Trek Memories , in cui attribuisce a Coon numerosi aspetti di Star Trek.
- Leonard Nimoy ha fatto la stessa cosa nel suo libro I Am Spock
- Herbert F. Solow e Robert H. Justman hanno dedicato anch'essi una parte del libro Inside Star Trek: The Real Story.
- Nei crediti del film tributo del 1999 Free Enterprise, Gene Coon è citato come "The Forgotten Gene" ("il Gene dimenticato", dove "Gene" suona anche come "genio") in riconoscimento al suo contributo a Star Trek, oltre che alla sua collaborazione e amicizia con il creatore del franchise Gene Roddenberry.